# Juhan Liiv

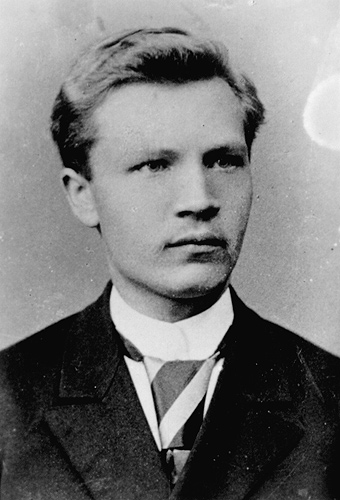
Juhan Liiv in frühen Jahren

Juhan Liiv (* 18. Apriljul. / 30. April 1864greg. in Alatskivi; † 18. Novemberjul. / 1. Dezember 1913greg. in Kavastu-Koosa, heute Gemeinde Luunja, Kreis Tartu) war ein estnischer Dichter und Schriftsteller. Er ist der jüngere Bruder des estnischen Lyrikers Jakob Liiv (1859–1938).

## Leben und Werk
Juhan Liiv stammte aus sehr einfachen Verhältnissen. Dennoch legten seine Eltern starken Wert auf Bildung. Er besuchte zunächst die Dorfschule in Naelavere und danach die Kirchspiel-Schule von Kodavere. 1886 legte er sein Abitur am angesehenen Hugo-Treffner-Gymnasium in Tartu ab.
Juhan Liiv war ab 1885 Mitarbeiter der estnischen Kulturzeitschriften Virulane, Sakala und Olevik. Schon früh schrieb er Gedichte, die jedoch keinen Widerhall fanden. Erst die Erzählung Vari (Der Schatten) verschaffte ihm einen literarischen Anfangserfolg. Die düstere Geschichte um den Helden Villu, der körperlich schwach aber geistig umso stärker ist, wird oft mit dem Leben Liivs in Verbindung gebracht.
Ab 1892 war Liiv als freischaffender Schriftsteller tätig. 1894 musste sich Juhan Liiv wegen einer beginnenden Geisteskrankheit (Paranoia) ärztlich behandeln lassen, unter der er bis zum Lebensende stark litt.
1909 traf er mit Friedebert Tuglas und der literarischen Gruppierung „Junges Estland“ (Noor-Eesti) zusammen. Zu seinen Lebzeiten erschien im Wesentlichen nur der Gedichtband Luuletused (1909), eine Sammlung von 495 Gedichten, die heute zu den berühmtesten der estnischen Literatur gehören. Liivs körperliches Gebrechen, seine Geisteskrankheit und sein Einzelgängertum spiegeln sich in vielen Gedichten wider. Andere wiederum handeln von der Liebe zur estnischen Heimat und zur Natur.

## Bibliografie
- Kümme lugu (1893)
- Vari (1894, Erzählung)
- Luuletused (1909, 1910, 1919, 1926, Gedichte)
- Kogutud teosed I–VIII (1921–1935, Gesammelte Werke)
- Valitud luuletused (1949, ausgewählte Gedichte)
- Teosed (1954, 1956, Werke)
- Rukkivihud rehe all (1964)
- Kui tume veel kauaks ka sinu maa (1964)
- Väike luuleraamat (1969)
- Sinuga ja sinuta (1989)

## Deutsche Übersetzungen
Seit 1911 (in einer Anthologie von Axel Kallas) wurden deutsche Übersetzungen von Juhan Liivs Gedichten immer wieder verstreut in Zeitschriften und Anthologien gedruckt, aber erst 2019 kam die erste eigenständige deutschsprachige Buchveröffentlichung von ihm heraus:
- Schnee stiebt, ich singe. Ausgewählte Gedichte. Herausgegeben von Jüri Talvet. Übertragen aus dem Estnischen von Sophie Reyer in Zusammenarbeit mit Jüri Talvet. Wien: Löcker edition pen 2019. 107 S.

## Juhan-Liiv-Lyrikpreis
Seit 1965 wird (mit Unterbrechungen 1970–1983 durch die sowjetische Besatzungsmacht) jährlich am 30. April, dem Geburtstag Juhan Liivs, der nach ihm benannte Lyrikpreis in Alatskivi verliehen. Er wird für ein einzelnes Gedicht vergeben, das im jeweiligen Vorjahr erstmals erschienen ist.